# Club Deportivo Royal Pari
El Club Deportivo Royal Pari es un club de fútbol boliviano de la ciudad de Santa Cruz de la Sierra. Fue fundado el 14 de septiembre de 2013 y formo parte de la Primera División del fútbol nacional desde 2018 hasta 2024. Actualmente juega en la Asociación Cruceña de Fútbol.

## Historia

### Fundación
El 14 de septiembre de 2013 fue adquirido por el Ing. Mario Franklin Chávez Méndez, CEO del Grupo SION INTERNACIONAL. En el campeonato de la Primera B, el club cosechó una gran campaña y consiguió el ascenso a Primera A para la temporada 2014-15. Debutó en el torneo con una derrota 2-1 a manos del campeón defensor, Destroyers; sin embargo, al finalizar la primera etapa, Royal Pari se colocó segundo en la tabla de posiciones con 46 puntos y clasificó a la liguilla final, en la que empató el primer puesto con Guabirá, forzando un partido de desempate. El partido definitorio terminó 2-0 a favor de los azucareros, relegando a Royal Pari al segundo lugar y a una participación a Copa Bolivia.
Clasificó por primera vez a la  Copa Simón Bolívar para la temporada 2015-16 gracias tras haber ganado la Copa Bolivia 2015. Disputó su primer partido en campeonatos nacionales el 18 de octubre de 2015 con una victoria sobre Guabirá. Fue eliminado del torneo en la etapa de cuadrangulares por goles a favor. Por otra parte, en el torneo regional finalizó cuarto en la liguilla final, lejos de cualquier premio o clasificación a torneos nacionales.

### El ascenso a Primera División
Para la temporada 2016-17, al no tener un cupo para el Nacional B 2016-17, Royal Pari disputó a pleno el torneo de la ACF. La primera etapa finalizó en el segundo lugar, solo debajo de Destroyers, con 50 puntos en 24 partidos y clasificó a la liguilla final. En esta última etapa terminó en el quinto puesto, con 5 puntos en 5 partidos. Ya que Destroyers se había coronado campeón al ser primero de las dos etapas, los segundos de cada una debían disputar un partido de desempate para definir al segundo clasificado a la Copa Simón Bolívar. De esta forma, Royal Pari y Real América disputaron un partido extra que acabó 5-0 a favor de Royal.
Para el Nacional B 2017, Royal Pari fue posicionado en el segundo grupo, junto a los participantes de Beni, Pando y su par de Santa Cruz. Luego de una gran campaña en esta etapa, en la que cosechó 24 puntos en 10 partidos, clasificó a semifinales, donde sería emparejado con Atlético Bermejo del departamento de Tarija. En el primer duelo, Royal Pari se impuso por 1-0; mientras que en el segundo, disputado en Bermejo, consiguió la clasificación merced a un empate a dos goles. En las dos finales se enfrentaría a Deportivo Kala al que, luego de sendos empates ida y vuelta, derrotaría por un marcador de 6-2 en un tercer partido y ascendería por primera vez en su historia a la Primera División de Bolivia.

### Tercer puesto enPrimera Divisióny primera clasificación a torneos internacionales
El 19 de diciembre de 2018, Royal Pari obtuvo el tercer puesto en el Clausura 2018 y la quinta ubicación en la tabla anual lo cual le permitió acceder a la Copa Sudamericana, primera clasificación internacional de su historia, donde se medirá con Monagas en Primera Fase.

### Copa Sudamericana 2019
El 14 de febrero del 2019, Royal Pari en condición de local disputó su primer partido oficial en torneos internacionales contra el Monagas de Venezuela, encuentro que finalizó 2 a 1 en favor de los guerreros de Santa Cruz. El encuentro de vuelta se disputó el 27 de febrero del 2019, con el resultado 2 a 1 en favor del Club Monagas, dejando el marcador global de 3 a 3, situación que propicio definir la llave mediante tanda de penales, donde Royal Pari obtuvo la victoria con el resultado final de 4 a 2, clasificándose a una nueva instancia de la Copa Conmebol Sudamericana 2019, donde debe aguardar al próximo rival que se definirá mediante sorteo.
El 13 de mayo de 2019 se realizó el sorteo por segunda fase de la Copa Sudamericana, fue anunciado de que el rival de Royal Parí sería Macará. Se disputó el partido de ida el 21 de mayo de 2019, el cual ganarían Los Inmobiliarios por 1 a 0 con un gol a los 49 minutos convertido por John Jairo Mosquera. La revancha se disputaría el 29 de mayo en el Estadio Bellavista. Llegando el marcador a estar 3 a 1 a favor del equipo de Ambato en los 90 minutos. Sin embargo, al minuto 90+4' un pase terminaría en un disparo de José Luis Chávez que se convertiría en el gol que dejaría el marcador global en 3 a 3, pasando a los octavos de finsl por los goles de visitante.
El rival de Royal Pari en los Octavos de final fue La Equidad de Colombia, el cual le ganó al Deportivo Santaní por un global de 4 a 1. Su participación se cerró ahí al caer derrotado por un resultado global de 4-2.

## Administración
El 14 de septiembre de 2013, el equipo pasó a manos del grupo empresarial Sion y bajo esta nueva administración en cinco años se coronó subcampeón del torneo de la Asociación en la Primera “A” y campeón de la Copa Simón Bolívar, llegó a la División Profesional y desde la temporada 2018 participa en la Primera División de Bolivia.

## Símbolos

### Escudo
El escudo del club incluye el nombre del equipo en la parte superior. Además  también luce un león en el centro.

### Canción oficial
La canción oficial de Royal Pari es el Taquirari - Somos de Royal Pari.
| Himno de Royal Pari |
| |
| Santa Cruz ya tiene un nuevo campeón Royal Pari, Royal Pari, equipo de bendición Royal Pari, Royal Pari, equipo que tiene pasión Somos del barrio El Pari con tradición barrio futbolero Es de donde vienen nuestros jugadores por tradición guerreros Este es taquirari de Royal Pari Este es el taquirari del campeón De los guerreros que vienen a la cancha a salir campeón De los guerreros que tienen a la hinchada, del país la mejor Autor: Lazaro Ferreyra |
| |

## Indumentaria
- Uniforme titular: Camiseta, pantalón y medias rojas.
- Uniforme alternativo: Camiseta, pantalón y medias blancas.

### Titular
| 2018 | 2021 | 2022 |

### Alternativo
| 2018 | 2021 |

### Patrocinadores
| Período | Marca    | Sponsor |
| ------- | -------- | ------- |
| 2018—20 | Adidas   | SION    |
| 2021    | Hidra    | SION    |
| 2022—   | Marathon | SION    |

## Instalaciones

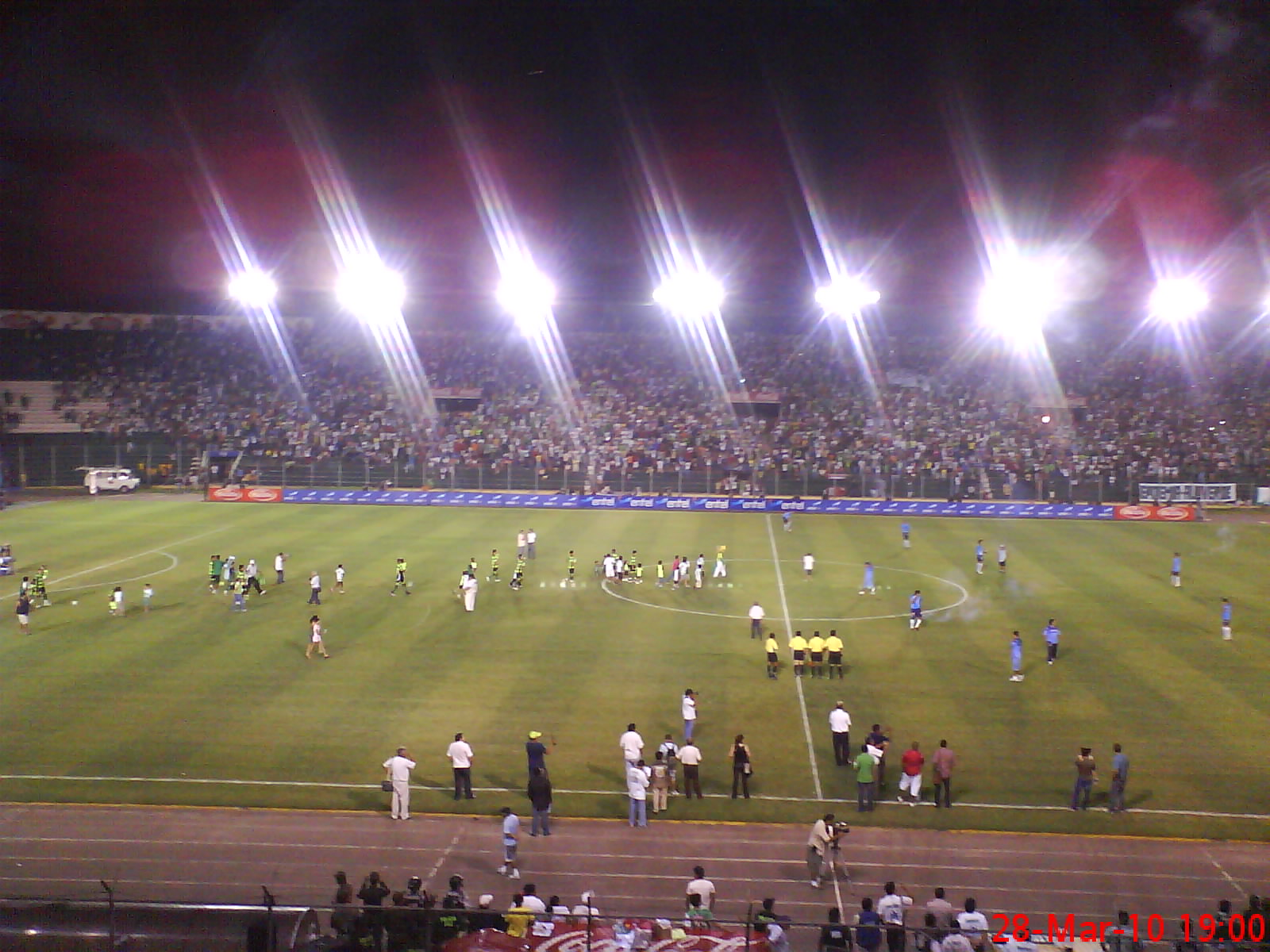
Interior del Estadio Ramón Aguilera Costas.

Royal Pari no posee estadio propio, por eso juega de local en el Estadio Ramón Aguilera Costas más conocido como "Tahuichi", de propiedad del Gobierno Autónomo Municipal de Santa Cruz de la Sierra. Con un aforo de 38 mil espectadores, el recinto deportivo se encuentra ubicado en la calle Soliz de Olguín, en la ciudad de Santa Cruz de la Sierra. 
El estadio fue inaugurado en 1940 con el nombre de «Estadio Departamental de Santa Cruz». El estadio era utilizado por los clubes cruceños durante los torneos de Primera A y, ocasionalmente, para sus encuentros en campeonatos nacionales. Posteriormente, en 1973, el escenario fue renombrado por el entonces prefecto de Santa Cruz Widden Razuk como «Estadio Willy Bendeck» en homenaje al piloto cuatro veces campeón de automovilismo, fallecido en un accidente en 1971. No fue hasta 1980 cuando se cambió el nombre por el actual «Estadio Ramón Tahuichi Aguilera» en honor a Ramón Aguilera Costas, exfutbolista cruceño, apodado Tahuichi.
Después de su inauguración, el escenario no contó con luminarias hasta 1974. Asimismo, fue remodelado en 1971, debido a la caída de una de las tribunas, y entre 1996 y 1997, para la Copa América 1997, de la que fue una de las sedes. En 2014 se inició una nueva remodelación al estadio con una inversión cercana a los 200 millones de Bs.

## Afición
El club empezó a ganar adeptos entre los cristianos evangélicos, debido a que era considerado un club cristiano cuando en 2013 pasó a manos del grupo empresarial Sion, una empresa regentada por cristianos. El club también cita versículos de la Biblia en sus redes sociales.
Con el tiempo, debido a sus logros deportivos, el club ha ido ganando seguidores principalmente jóvenes en Santa Cruz.
Desde su ascenso en 2018 y por ser un club nuevo en Bolivia la hinchada se encuentra en crecimiento, destacándose de esto, que la mayoría actualmente son muy jóvenes y han decidido elegir a este club como su primer equipo, dejando de lado la elección por tradición familiar que ya tenían otros clubes en varias familias del país.
Al ser sus primeros seguidores evangélicos, muchos de ellos también siguen el sionismo cristiano y son proisraelíes. También mostraron su apoyo a Ucrania por la Invasión rusa de Ucrania.

### Barras organizadas
Existe una barra organizada y reconocida que acompañan a Royal Pari en sus encuentros tanto de local como de visita:

### La 12
La 12, fundada en 2020, es la barra oficial del club, el nombre es en homenaje al número de apóstoles de Jesús que se mencionan en la biblia. Tiene una fuerte militancia con el club, habiendo organizado varios eventos para apoyar a la institución.

## Datos del club
- Puesto en la clasificación histórica de la Primera División: 29.º
- Temporadas en Primera División: 7 (2018-2024).
- Participaciones en Copa Simón Bolívar: 2 (2015-16 y 2017).
- Mejor puesto en Copa Simón Bolívar: Campeón en 1 oportunidad (2017).
- Participaciones en Copa Bolivia: 1 (2015).
- Mayor goleada a favor
  - En torneos nacionales: 8 - 0 contra Aurora (11 de marzo de 2021).
  - En torneos internacionales: 2 - 1 contra  Monagas (14 de febrero de 2019 por la Copa Sudamericana 2019).
- Mayor goleada en contra
  - En torneos nacionales: 5 - 7 contra Bolívar (7 de octubre de 2018).
  - En torneos internacionales: 1- 4 contra Guaraní  (24 de febrero de 2021 por la Copa Libertadores 2021).
- Primer partido en torneos nacionales: 2 - 2 contra Blooming (28 de enero de 2018).
- Primer partido en torneos internacionales: 2 - 1 contra  Monagas (14 de febrero de 2019 por la Copa Sudamericana 2019).
- Jugador con más partidos disputados: Joel Amoroso (100 encuentros).
- Jugador con más goles: Jhon Jairo Mosquera (41 goles).

#### Participaciones internacionales
- En negrita competiciones en activo.

| Torneo                           | Ediciones    |
| -------------------------------- | ------------ |
| Copa Libertadores de América (1) | 2021.        |
| Copa Sudamericana (2)            | 2019 y 2022. |

#### Royal Pari en torneos internacionales
| Año  | Competición            | Ronda            | Rival             | Local | Visita    | Global |
| ---- | ---------------------- | ---------------- | ----------------- | ----- | --------- | ------ |
| 2019 | Copa Sudamericana 2019 | Primera fase     | Monagas           | 2–1   | 1–2 (4:2) | 3-3    |
| 2019 | Copa Sudamericana 2019 | Segunda fase     | Macará            | 1–0   | 2–3 (v.)  | 3-3    |
| 2019 | Copa Sudamericana 2019 | Octavos de final | La Equidad        | 1–2   | 1–2       | 2-4    |
| 2021 | Copa Libertadores 2021 | Fase 1           | Guaraní           | 1–4   | 1–1       | 2-5    |
| 2022 | Copa Sudamericana 2022 | Fase preliminar  | Oriente Petrolero | 2–3   | 0–3       | 2-6    |

## Palmarés

### Torneos nacionales
| Competición nacional    | Títulos | Subcampeonatos |  |
| Copa Bolivia de Ascenso | 2015    |                |  |
| Copa Simón Bolívar      | 2017.   |                |  |

### Torneos regionales
| Competición regional | Títulos | Subcampeonatos        |
| -------------------- | ------- | --------------------- |
| Campeonato Cruceño   |         | 2014/15, 2016/17. (2) |

### Torneos amistosos
| Competición       | Títulos   | Subcampeonatos |
| ----------------- | --------- | -------------- |
| Copa Kalomai Park | 2019. (1) | 2021. (1)      |
| Copa Inmobiliaria | 2020. (1) |                |
| Recopa Santa Cruz | 2020. (1) |                |

## Jugadores

### Máximos goleadores
- Incluye datos de Primera División y copas internacionales.

| Jugador             | Goles |
| ------------------- | ----- |
| John Jairo Mosquera | 41    |
| Joel Amoroso        | 22    |
| Mauro Milano        | 22    |
| José Erik Correa    | 18    |
| Bruno Miranda       | 17    |

### Máximas presencias
- Incluye datos de Primera División y copas internacionales.

| Jugador           | Goles |
| ----------------- | ----- |
| Pedro Siles       | 170   |
| Thiago Ribeiro    | 159   |
| Jorge Arauz       | 142   |
| José Chávez       | 136   |
| Guimer Justiniano | 129   |
| Diego Méndez      | 122   |

### Jugadores extranjeros
| Nacionalidad         | Jugadores | Jugadores |
| -------------------- | --------- | --- |
| América              |           | |
| Argentina            | 13        | Martín Palavicini, Mariano Brau, Mauro Milano, Marcos Pirchio, Mauricio Carrasco, Joel Amoroso, Esteban Orfano, Juan Capurro, Christian Cepeda, Tobías Moriceau, Federico Sellecchia, Hugo Silva, Alexander Zurita |
| Brasil               | 7         | Anderson Gonzaga, Thiago Ribeiro, Jefferson Tavares, Hallysson Padilha, Bruno Silva, Emerson Mineiro, Matheus Alves                                                                                                |
| Colombia             | 9         | John Jairo Mosquera, Ómar Vásquez, Miguel Murillo, Anier Figueroa, Yony Angulo, John Freddy Pérez, José Erik Correa, Yosimar Quiñónez, Olmes García                                                                |
| Ecuador              | 1         | Roberto Luzarraga |
| Honduras             | 1         | Rubilio Castillo |
| Panamá               | 1         | Rolando Blackburn |
| Paraguay             | 4         | Marcelo Ferreira, Ernesto Cristaldo, Ismael Benegas, Pablo Zeballos |
| República Dominicana | 4         | Diefri Mensú, Víctor Morales, José Jáquez, Daniel Flores |
| África               |           | |
| Camerún              | 1         | Marc Enoumba |
| Nigeria              | 1         | Bismark Ubah |
| Europa               |           | |
| España               | 2         | Iker Hernández, Alonso Sánchez |

## Entrenadores

### Cuerpo técnico
El entrenador actual es el colombiano Jaime de la Pava, en reemplazo de David de la Torre, quien estuvo en el cargo desde 2023 y desde 2022 como Gerente Deportivo.

### Cronología
| - Buenaventura Ferreira (2016) - David de la Torre (2017-2018) - Roberto Mosquera (2018-2019) - Francisco Maturana (2019) - Miguel Ángel Portugal (2020) - Miguel Ángel Ábrigo (2020) | - Cristian Leonel Díaz (2021). - Luis Marín Camacho (2021) - Miguel Ángel Portugal (2021) - Julio César Baldivieso (2022) - Luis Osvaldo García (2022) - Víctor Hugo Andrada (2022) | - Luis Marín Camacho (2022-2023) - Roberto Mosquera (2023) - David de la Torre (2023-2024) - Jaime de La Pava (2024) - Thiago Leitão (2024) |

## Rivalidades
The Strongest es uno de los principales rivales del club, no precisamente por razones deportivas.

### Sebastián Pagador Pari
Fue el Derby del barrio El Pari que se comenzó a disputar cuando el Club Royal Pari empezaba su trayecto en la Primera B de la ACF, donde ambos llegaron a subir a la Primera A. Con el ascenso del club a Primera División y el descenso de Sebastián Pagador hasta las categorías de ascenso, el clásico se dejó de disputar.
En 2024, se rencontraron nuevamente en la categoría Segunda de Ascenso de la ACF, donde Royal Pari cuenta con un plantel juvenil que disputa dicho torneo.